# Комани Понтійські
Комани Понтійські — нині неіснуюче місто-держава у стародавньому регіоні Понт на південному березі Чорного моря. Було грецькою колонією міста Комана (Каппадокія). Залишки міста видимі на горбі поблизу села Gümenek (Туреччина). Вважається, що в цьому місті помер Іван Золотоустий.
Було виявлене у 2009 році за допомогою сканування георадаром, після чого почалися археологічні розкопки. Вважається, що 8 колон із Коман буди використані для будівництва мечеті Алі-Паши в місті Токат.